# Gracias Chile

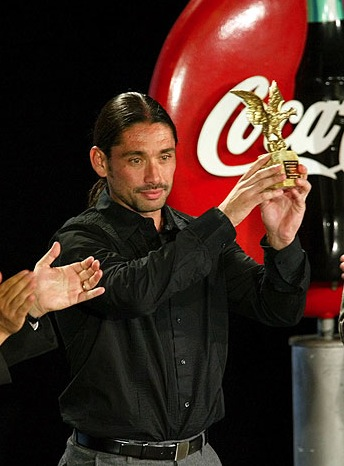
Marcelo Ríos en 2004.

Gracias Chile fue una gira de exhibición que el tenista chileno Marcelo Ríos realizó en 2004, en el marco de su retiro del circuito de tenis profesional, y que lo llevó a recorrer todo su país, de Arica a Punta Arenas, entre el 29 de septiembre y el 22 de diciembre. En ese intertanto realizó paradas en diversas ciudades de Chile, y se enfrentó con tenistas de alto nivel internacional, como Petr Korda (en Antofagasta), Mardy Fish (en Coquimbo), Adrián García (en Concepción), Goran Ivanišević (en Rancagua) y Guillermo Coria (en Santiago).
- Antofagasta: 1 de octubre, Estadio Sokol.
- Coquimbo: 8 de octubre, Estadio Francisco Sánchez Rumoroso.
- Concepción: 19 de octubre, La Tortuga de Talcahuano
- Rancagua: 15 de diciembre, Medialuna de Rancagua.
- Santiago: 22 de diciembre, Estadio San Carlos de Apoquindo.

Los partidos fueron emitidos por Canal 13, excepto el que se jugó en Talcahuano.[cita requerida]

## Partidos

### Antofagasta

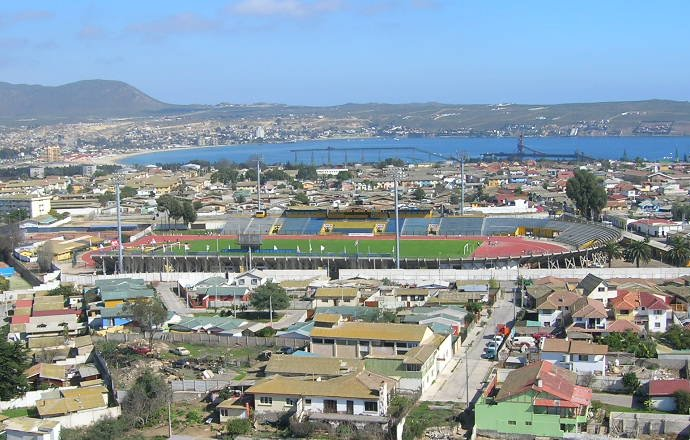
Estadio Sánchez Rumoroso.

| Estadio Sokol, Antofagasta, Chile. 1 de octubre de 2004 |                            |              |   |   |   |  |
| \| \| \| \| 1 \| 2 \| 3 \| \| \| - \| \| ------------ \| - \| - \| - \| \| \| 1 \| \| Marcelo Ríos \| 6 \| 6 \| - \| \| \| \| \| Petr Korda \| 3 \| 3 \| - \| \| |                            |              |   |   |   |  |
| |                            |              | 1 | 2 | 3 |  |
| 1 | Bandera de Chile           | Marcelo Ríos | 6 | 6 | - |  |
| | Bandera de República Checa | Petr Korda   | 3 | 3 | - |  |

### Coquimbo

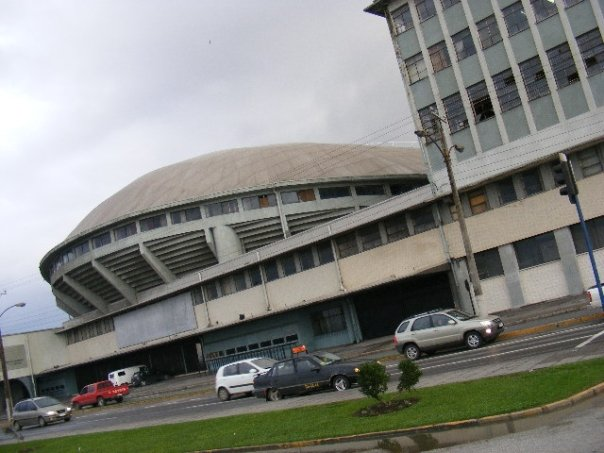
Coliseo Monumental La Tortuga.

| Estadio Francisco Sánchez Rumoroso, Coquimbo, Chile. 8 de octubre de 2004                                                                                        |                           |              |   |   |   |  |
| \| \| \| \| 1 \| 2 \| 3 \| \| \| - \| \| ------------ \| - \| - \| - \| \| \| 2 \| \| Marcelo Ríos \| 6 \| 4 \| 7 \| \| \| \| \| Mardy Fish \| 3 \| 6 \| 5 \| \| |                           |              |   |   |   |  |
| |                           |              | 1 | 2 | 3 |  |
| 2 | Bandera de Chile          | Marcelo Ríos | 6 | 4 | 7 |  |
| | Bandera de Estados Unidos | Mardy Fish   | 3 | 6 | 5 |  |

### Concepción

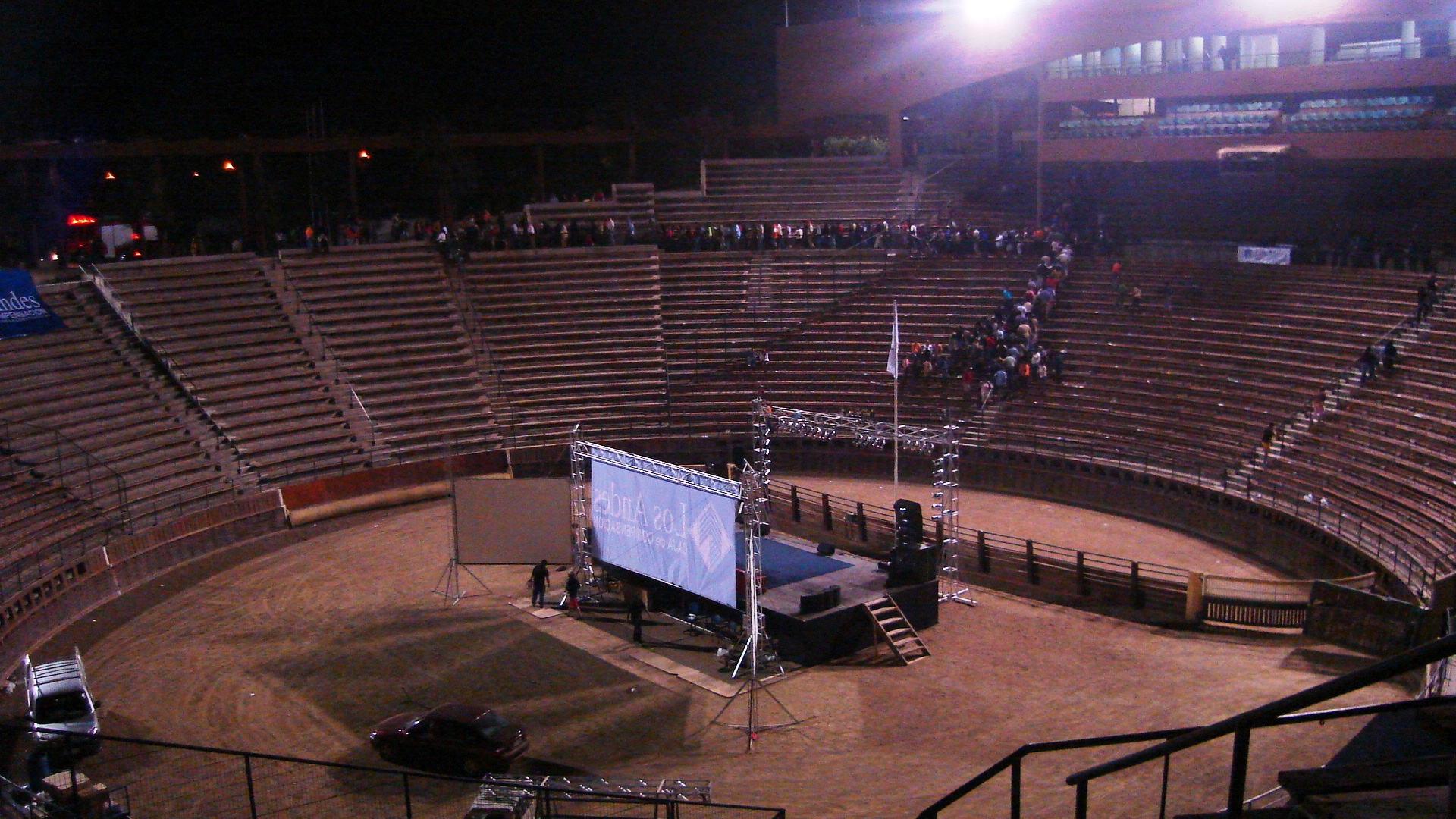
Medialuna de Rancagua.

| Coliseo Monumental La Tortuga, Talcahuano, Chile. 19 de octubre de 2004 |                  |               |   |        |   |  |
| \| \| \| \| 1 \| 2 \| 3 \| \| \| - \| \| ------------- \| - \| ------ \| - \| \| \| 3 \| \| Marcelo Ríos \| 6 \| 7 (11) \| - \| \| \| \| \| Adrián García \| 3 \| 6 (9) \| - \| \| |                  |               |   |        |   |  |
| |                  |               | 1 | 2      | 3 |  |
| 3 | Bandera de Chile | Marcelo Ríos  | 6 | 7 (11) | - |  |
| | Bandera de Chile | Adrián García | 3 | 6 (9)  | - |  |

### Rancagua

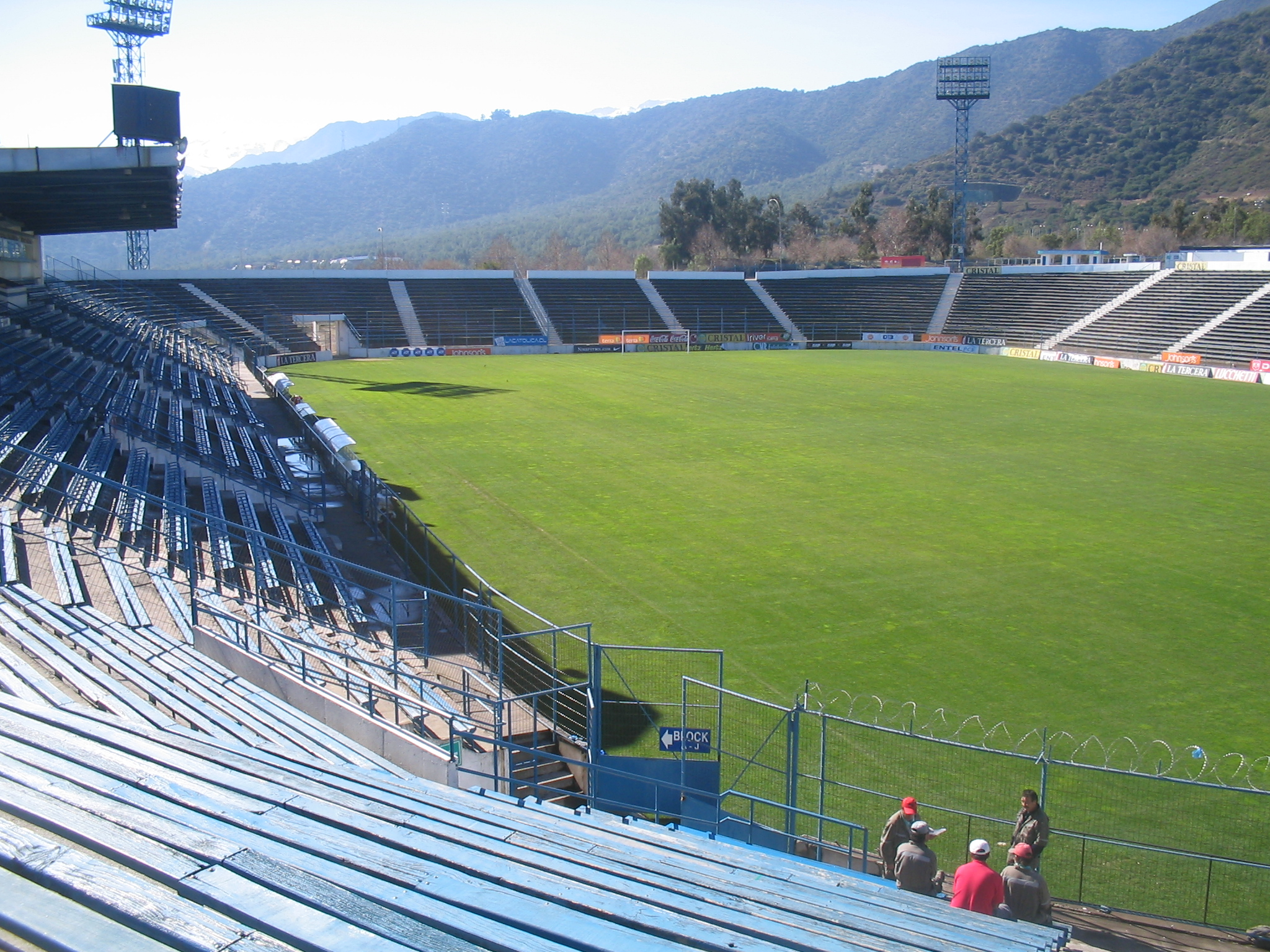
Estadio San Carlos de Apoquindo.

| Medialuna Monumental, Rancagua, Chile. 15 de diciembre de 2004 |                    |                  |   |   |   |  |
| \| \| \| \| 1 \| 2 \| 3 \| \| \| - \| \| ---------------- \| - \| - \| - \| \| \| 4 \| \| Marcelo Ríos \| 6 \| 4 \| 6 \| \| \| \| \| Goran Ivanišević \| 3 \| 6 \| 1 \| \| |                    |                  |   |   |   |  |
| |                    |                  | 1 | 2 | 3 |  |
| 4 | Bandera de Chile   | Marcelo Ríos     | 6 | 4 | 6 |  |
| | Bandera de Croacia | Goran Ivanišević | 3 | 6 | 1 |  |

### Santiago
| Estadio San Carlos de Apoquindo, Santiago, Chile. 22 de diciembre de 2004                                                                                                |                      |                 |   |   |   |  |
| \| \| \| \| 1 \| 2 \| 3 \| \| \| - \| \| --------------- \| - \| - \| - \| \| \| 5 \| \| Marcelo Ríos \| 6 \| 7 \| - \| \| \| \| \| Guillermo Coria \| 4 \| 5 \| - \| \| |                      |                 |   |   |   |  |
| |                      |                 | 1 | 2 | 3 |  |
| 5 | Bandera de Chile     | Marcelo Ríos    | 6 | 7 | - |  |
| | Bandera de Argentina | Guillermo Coria | 4 | 5 | - |  |